# Нервнопаралитично вещество
Нервнопаралитичното вещество е органично химично съединение, което наруашва функциите на нервната система.

## История
Първите отровни фосфорни естери са синтезирани през 1854 г., но производството им започва едва през 1936 г. Немският химик Герхард Шрадер установява, че табунът има силно въздействие върху нервната система. Първоначално създаден като пестицид, газът се явява основа за усилени проучвания и разработване на други нервнопаралитични вещества. Появявят се заринът и зоманът. Германците се запасяват с големи количества преди Втората световна война.
Няма доказателства обаче опасните новосъздадени субстанции реално да са използвани. С разпадането на Третия райх съвестските войници превземат някои от лабораториите и антихитлеристите също се сдобиват с формулата. По време на Студената война САЩ и Съветският съюз създават химически оръжия със заплашителни размери. Ученият Ранаджит Гош в средата на XX век, работейки в Англия по създаването на препарат за насекоми, случайно открива силно нервнопаралитично вещество, по-късно наречено VX. Малко след това в САЩ производството му бележи своя ръст. Съветската армия не изостава и в лабораториите си произвежда подобно, според някои и идентично вещество – VR55.
През 1925 г. е подписан Женевският протокол за забрана на химическите оръжия. На този етап Щатите още не участват, но с идването на Никсън на власт страната обявява, че такива ще бъдат използвани само в случай на нападение. През 1970 г. обаче не спазва обещанието си и нарежда на свои войници да използват зарин по време на тайна операция през Виетнамската война.
В днешно време употребата на химически оръжия е строго забранена с международни споразумения. Не са изключение обаче индивидуалните случаи на умишлени отравяния, често по политически причини.